# Замоскворечье (административный район)
Замоскворе́чье — район и муниципальное образование в Центральном административном округе Москвы, расположенные в излучине реки Москвы, на правом её берегу, к югу от Кремля.
Население — 55 293 чел. (2024). Территория 4,32 кв. км. В районе Замоскворечье расположены станции метро «Новокузнецкая», «Третьяковская», «Павелецкая», «Добрынинская», «Серпуховская».

## Территория и границы
Район расположен в центральной части Москвы, в составе Центрального административного округа.
Контуры муниципалитета проходят по осям следующих географических объектов (по часовой стрелке): по оси Кожевнической улицы, Летниковской улицы, Жукова проезда, Дубининской улицы, 4-го и 1-го Щипковских переулка, улицы Павла Андреева, Мытной улицы, 4-го и 1-го Добрынинских переулков, улицы Коровий Вал, западной и северной границам Серпуховской площади, улицы Большая Ордынка и Кадашёвской набережной, Чугунного моста, улицы Балчуг, русла Москвы-реки, Новоспасского моста до Кожевнической улицы.
Замоскворечье граничит с муниципальными округами Якиманка, Даниловский, Таганский и Тверской.

## Герб и флаг
Герб и флаг района утверждены и внесены в Геральдический реестр города Москвы с присвоением регистрационного номера 25 декабря 2003 года.
Герб района представляет собой зелёный щит московской формы с золотой волнистой главой с двумя голубыми волнистыми поясами, в центре которого изображены перекрещенные золотые бердыш и жезл Меркурия. Волнистые пояса символизируют Водоотводный канал и Москву-реку, проходящие через муниципалитет. Бердыш символизирует славу бывшей территории района в военное и мирное время. Жезл Меркурия указывает на расцвет купечества и торговли в XVIII—XIX веках в пределах нынешнего муниципалитета.

## Происхождение названия
Своё название район получил по исторической части города, находящейся за Москвой-рекой по отношению к Кремлю.

## История
Первое документальное упоминание о московской местности под названием Заречье относится к 1365 году. Впоследствии здесь располагались слободы стрельцов, овчинников, кузнецов, кожевников, толмачей, что отразилось в топонимике района (Новокузнецкая улица, Кожевническая улица, Старый Толмачёвский переулок). В период доминирования Золотой Орды собранную в Москве дань везли из Кремля в Орду по дороге, которая в настоящее время носит название «улица Большая Ордынка».
В Замоскворечье располагалась Татарская слобода, что нашло своё отражение в названиях улиц.
Жизнь Замоскворечья существенно изменилась в царствование Петра I: в районе поселились купеческие семьи, такие как Шмелёвы, образовались большие дворянские усадьбы. А. Н. Островский — «певец Замоскворечья».
Согласно Постановлению МГК КПСС от 25 июня 1972 года «О застройке центральной части города Москвы», Замоскворечье полностью планировалось расчистить от старой застройки, заменив её стандартными новостройками. От Большого Каменного до Москворецкого моста планировалось объединить Москву-реку и Обводной канал, соорудив озеро. План подвергся критике со стороны нескольких советских академиков. Лев Арцимович, Борис Рыбаков и Пётр Капица в ноябре 1972 года написали письмо в газету «Правда», после чего Генеральный Секретарь ЦК КПСС Леонид Брежнев распорядился пересмотреть план застройки.

## Население
| 2002    | 2010    | 2012    | 2013    | 2014    | 2015    | 2016    |
| ------- | ------- | ------- | ------- | ------- | ------- | ------- |
| 50 590  | ↗55 612 | ↗56 098 | ↗56 483 | ↗56 937 | ↗57 012 | ↗57 722 |
| 2017    | 2018    | 2019    | 2020    | 2021    | 2023    | 2024    |
| ↗57 871 | ↗58 637 | ↗59 105 | ↗59 305 | ↘55 132 | ↘54 521 | ↗55 293 |

### Национальный состав
По итогам переписи населения 2020 года проживали следующие национальности (национальности менее 0,1 % и другое, см. в сноске к строке «Другие»):
| Национальность | Численность, чел. | Доля     |
| -------------- | ----------------- | -------- |
| Русские        | 34 339            | 62,29 %  |
| Татары         | 336               | 0,61 %   |
| Армяне         | 225               | 0,41 %   |
| Узбеки         | 140               | 0,25 %   |
| Евреи          | 137               | 0,25 %   |
| Украинцы       | 119               | 0,22 %   |
| Грузины        | 88                | 0,16 %   |
| Таджики        | 63                | 0,11 %   |
| Азербайджанцы  | 60                | 0,11 %   |
| Киргизы        | 59                | 0,11 %   |
| Другие         | 19 566            | 35,48 %  |
| Итого          | 55 132            | 100,00 % |

## Социальная сфера

### Культура
В Замоскворечье находятся многие из важнейших культурных и исторических памятников, музеев и других достопримечательностей Москвы, в частности, Театральный музей имени А. А. Бахрушина, Дом-музей А. Н. Островского, Дом-музей С. А. Есенина. На улице Большая Ордынка расположен филиал Малого театра.

### Религия
На территории района находится Московская историческая мечеть, православные храмы Москворецкого благочиния Московской городской епархии Русской православной церкви.

### Деловая жизнь
Здесь находятся здания головных офисов крупнейших российских компаний и банков — Роснефть, Тюменская нефтяная компания, Московский Правозащитный Центр, Мосэнерго, РОСНО, Алроса, а также деловой центр «Павелецкая Плаза» (компания Nestle и др.) и деловой комплекс «Риверсайд Тауэрс», расположенный на стрелке Москвы-реки и Водоотводного канала и включающий в себя Московский международный Дом музыки, пятизвёздочный отель-башню «Swissotel Красные Холмы», бизнес-центр «Риверсайд Тауэрс».

### Образование

#### Школы и детские сады
На территории района расположено 11 общеобразовательных школ и 10 детских садов.

## Парки, зоны отдыха, общественные пространства
В районе Замоскворечье нет крупных парков, но обустроено несколько небольших скверов и зон отдыха.
Сквер Ополченцев Замоскворечья был разбит на озеленённой территории вблизи дома 33 по Новокузнецкой улице в 2014 году, а годом позже здесь был установлен памятник дивизиям народного ополчения, сформированным на территории района в годы Великой Отечественной войны. Своё современное название сквер официально получил в 2018 году.
Сквер у станции метро «Новокузнецкая» разбит вокруг фонтана «Адам и Ева», который был построен в 2007 году, к 860-летию Москвы.
Сквер в Климентовском переулке был обустроен на месте неорганизованной парковки в 2016 году. В результате работ в зоне отдыха появились парковые качели, зона воркаут, детская площадка. Проведено озеленение.
Михайловский сад — бывший частный сад в купеческом владении. Был основан в XVIII веке. Сегодня является публичным, здесь часто проводятся районные праздники.
Овчинниковская и Озерковская набережные были реконструированы и превращены в общественные пространства в 2019 году. Набережные расширили для пешеходов, организовав зоны отдыха у воды — для этого здесь поставили несколько видов скамеек и парковых стульев и провели озеленение. В рамках работ были также благоустроены два сквера — на пересечении Овчинниковской набережной с Садовническим проездом и между Садовническим мостом и Средним Овчинниковским переулком.
Парк на Павелецкой площади — в сентябре 2021 года была открыта центральная часть парка у Павелецкого вокзала. На крыше подземного торгового центра появился ландшафтный парк с садовыми диванами, фонтаном, открытым амфитеатром. Пешеходные дорожки выложили натуральным камнем, сделали велодорожки, обустроили зелёную зону отдыха с деревянными настилами и променадом по периметру, установили шезлонги и лунные качели, которые подсвечиваются в темное время суток.

## Транспорт
- Станции метро «Новокузнецкая», «Третьяковская», «Павелецкая» (радиальная и кольцевая), «Добрынинская», «Серпуховская».
- Павелецкий вокзал (станция Москва-Пассажирская-Павелецкая).
- Трамваи: А, 3, 39 по Садовническому проезду, Новокузнецкой улице, Дубининской улице, Кожевнической улице.
- Автобусы: Б, 538, 913, с932, с910, е85.

## Фотографии
- Литография Бануа и Обрюна, середина XIX в.
- Литография Бануа и Обрюна, середина XIX в.
- Храм Софии Премудрости в Замоскворечье
- Замоскворечье на панораме Москвы 1901 года
- Пятизвёздочный отель «Swissôtel Красные Холмы»